# جاناتان لی ویلیامز
جاناتان لی ویلیامز (انگلیسی: Johnathan Williams؛ زادهٔ ۲۲ مهٔ ۱۹۹۵) بازیکن بسکتبال اهل ایالات متحده آمریکا است.
وی در مسابقات کشوری و بین‌المللی در مجموع برندهٔ ۲ مدال طلا شده‌است.